# زمین‌لرزه ۱۳۵۸ کولی
زمین‌لرزه کولی در تاریخ ۲۷ نوامبر ۱۹۷۹ میلادی، برابر با ‎۶ آذر ۱۳۵۸، ساعت ۱۷:۱۰:۳۲ به زمان یوتی‌سی در ایران رخ داد. ژرفای این زلزله ۶٫۹ کیلومتر بود، و بزرگی آن ۷ در مقیاس Mw اعلام شده‌است. زمین‌لرزه به وقت محلی در روز سه‌شنبه، ساعت ۲۰٫۵ روی داده و منطقه زمانی آن یوتی‌سی +۳٫۵ بوده‌است .
سازمان زمین‌شناسی آمریکا نیز رومرکز این زمین‌لرزه را در مختصات ۳۳°۵۷′۴۳″شمالی ۵۹°۴۳′۳۴″شرقی / ۳۳٫۹۶۲°شمالی ۵۹٫۷۲۶°شرقی و ژرفای آن را در ۱۰ کیلومتر گزارش کرده‌است. بزرگی برگزیدهٔ این سازمان از میان بزرگیهای محاسبه‌شدهٔ مختلف ۷٫۵ در مقیاس ریشتر بوده و از دید اثر، در میان چهار دسته‌بندی «نامحسوس»، «محسوس»، «زیان‌آور» یا «با تلفات»، زلزله را «با تلفات» اعلام کرده‌است.
پروژهٔ «تنسور گشتاور مرکزوار» زاویه‌های (راستا، شیب، ریک) گسل سازندهٔ زمین‌لرزه و صفحه عمود بر آن را (°۲۶۱، °۶۷، °۱۹-) یا (°۳۵۸، °۷۳، °۱۵۶-) و نوع گسل را «امتدادلغز» فرارسانده‌است.
شمار کشتگان زلزله حدود ۱۷ نفر بوده‌است.تعداد زخمیان ۲۴ نفر برآورده شده‌است.